# Клантон (аэропорт)
Аэропорт округа Чилтон, также известный как аэропорт Грегг-Уэйд-Филд (англ. Gragg-Wade Field), (FAA LID: 02A), — коммерческий аэропорт, расположенный в двух километрах к востоку от центральной части города Клантон (округ Чилтон, Алабама, США). Аэропорт находится в собственности округа Чилтон.

## Операционная деятельность
Аэропорт Грегг-Уэйд-Филд занимает площадь в 41 гектар, расположен на высоте 178 метров над уровнем моря и эксплуатирует одну взлётно-посадочную полосу:
- 8/26 размерами 1222 х 30 метров с асфальтовым покрытием.

За период с 12 декабря 2006 года по 12 декабря 2007 года аэропорт Грегг-Уэйд-Филд обработал 23 924 операций взлётов и посадок самолётов (в среднем 66 операций ежедневно), все рейсы в указанном периоде пришлись на авиацию общего назначения.